# Симба: Король-лев
Симба: Король-лев (итал. Simba: è nato un re) — итальянский мультсериал из 52 эпизодов производства Mondo TV.

## Распространение
В Италии мультсериал «Симба: Король-лев» впервые был показан в 1997 году в рамках программы Ciao Ciao на канале Italia 1. Затем в 1998 году трансляция мультсериала началась на канале Rete 4 в программе Game Boat, а в 2010 году — на канале Hiro. В России мультсериал транслировался на канале «ТелеНяня» (позднее — «Карусель»).
В начале 2000-х годов мультсериал «Симба: Король-лев» стал доступен для домашнего просмотра благодаря распространению кассет VHS, всего 26, содержащих по два эпизода каждая.

## Сюжет
Сюжет сочетает в себе очевидные идеи из «Короля Льва» (то же имя главного героя и некоторые присутствующие события, похожие на те, что были в фильме) и из романа Редьярда Киплинга «Книга джунглей» (тигр Шер-Хан, уже присутствующий в романе в качестве антагониста Маугли).
Характеристика и имя партнёра по фильму, Бимбо, напоминают диснеевского персонажа — оленёнка Бэмби.
Симба также назван в честь магических сил, которые появляются с помощью символа маленьких звёзд, расположенных на его груди, образующих созвездие Большой Медведицы, напоминая о шрамах, которые Кенширо (главный герой Ken the Warrior), в свою очередь, имеет на своей груди.